# 亚洲空手道锦标赛
亚洲空手道锦标赛是亚洲体育空手道比赛的最高级别。竞赛由亚洲空手道联合会每两年在一个不同的国家/地区举行，由拥有180多个成员国的最大的国际体育空手道理事机构世界空手道联合会监督。它是国际奥委会认可的唯一空手道组织，拥有五千万成员。